# اثنين أملو
اثنين أملو هي قرية أمازيغية مغربية وجماعة قروية وسط غربي المغرب. تنتمي «اثنين أملو» لإقليم سيدي إفني على الساحل الأطلسي. تضم هذه الجماعة القروية 4.534 نسمة (إحصاء رسمي 2004).